# ثأران يعب يهنعم
ثأران يعب يهنعم بن ذمار علي يهبر بن ياسر يهصدق (نحو 130م - 214م): ملك سبأ وذو ريدان. من عظماء ملوك العرب، وأقوى وأظهر ملوك سبأ من الريدانيون، وأفخمهم شأناً، ويعد أحد أطول ملوك ذو ريدان مدة وزمانا، حكم ما يقارب ستين عاماً، منها أربعين سنة منفرداً، ويزعم القصَّاصين أن التبع أسعد قال فيه:«ثأران يهبر قد كان لي، محاسن عهد ومستظهر».وهو أحد الملوك الذين صكوا العملة، وقد صور رأسه على النقد، فبدا وجهه متقدماً في السن، وبضفائر رأس متدلية على رقبته.كما عثر على تمثال من البرونز غاية في الإتقان والجمال يصور الملك ثأران وهو شاباً مفتول العضلات يحمل حربة، بلحية مربعة مهذبة، ورقبة غليظة قوية، ويستقر شعره على كتفيه في ثلاث ضفائر، وخلف الرأس ضفائر في كمية كثيفة، ومعصوب الشعر بعصابة. وله عيون لوزية واسعة، وأنف مستقيم، والفم مفتوح نصف فتحة، بشفة عليا كالقوس، وشارب متدل يغمر فمه. ويوحي التمثال أنه في أواخر العشرينيات أو أوائل الثلاثينيات من العمر.
في أواسط القرن الثاني الميلادي، سيطر ذمار علي يهبر على العاصمة مأرب، وبذلك عادة الوحدة من جديد بعد إضطربات استمرت عقوداً بعد انقلاب الشرح يحضب الأول على الملك عمدان بين يهقبض. ويحتمل أن ذلك قد حدث نتيجة انحياز قبائل سبأ إلى بني ذو ريدان رغبة منهم في الخلاص من ويلات الحرب التي كانت في عهد الملك سعد شمس أسرع ابن الشرح يحضب، وقبول حكم بني ذي ريدان قد ترتب عليه تخلي الملك سعد شمس أسرع وابنه عن عرش سبأ. وبينما ذمار علي يهبر في مأرب أشرك ابنه ثأران في الحكم، وقاما معاً بترميم سد مأرب، ووفقاً لأحد النقوش - فإنه رمم على أثر دمار حل بالسد.لدينا نقشان لزعماء من القبائل السبئية في مأرب وقبائل المرتفعات يتعهدون بالولاء للملك ذمار علي يهبر وابنه ثأران في معبد أوام بالعاصمة السبئية مأرب.وفي عام 159م، خسر ذمار علي يهبر وابنه ثأران العاصمة مأرب، أمام الملك وهب إل يحز.
شارك ثأران منجزات والده ذمار علي يهبر أكثر من عشرين عاماً (نحو 155م -175م)، وطيلة مشاركة ثأران والده العرش، لم يتخذ أي لقب، مكتفيا باسمه ثأران دون لقباً ملكياً.وفي حوالي العام 175م، انفرد في الحكم من بعد والده، وحمل اللقب المميز " ثأران يعب يهنعم"،اعتلى ثأران العرش الحميري وسط اشتباكات بين حمير وسبأ التي يسطر عليها في هذا الوقت أمراء المرتفعات الشمالية.وفي الفترة فيما بين عامي (180م - 185م)، شن الملك رب شمس نمران - خليفة السابق - الذي ادعى لقب ملك سبأ وذي ريدان حرباً على الأراضي الحميرية، بحجة أن ثأران هو البادئُ في تلك الحروب.
بقى الملك "ثأران" يكتسب السلطة في جنوب الجزيرة العربية بثبات، ويتوسع في كلٍ من الأراضي السبئية في عهد الحكام الجدد علهان نهفان وابنه شاعر أوتر، والأراضي الحضرمية في عهد "يدع إيل بين".فاشتدت الضغوط السياسية والاقتصادية من قبل ثأران على علهان نفهان وابنه، الأمر الذي دفعهما للتحالف مع ملوك حضرموت و(جدرت) ملك أكسوم،بالإضافة إلى تحالف واسع مع قبائل ردمان وقتبان وعشائر بادية سبأ.أدى هذا التحالف إلى كبح طموحات ثأران والريدانيون في إستعادة العاصمة مأرب. ومن نتائج هذا التحالف احتلال أكسوم للأجزاء الغربية من شبه الجزيرة العربية، وسيطرة حضرموت على أرض ردمان،وتثبيت حكم علهان نهفان، والذي بدوره تنازل عن العرش إلى ولده شاعر أوتر في هذا الوقت. مع ذلك، لم يستطيع هذا التحالف الواسع في إسقاط حكم السلالة الريدانية في ظفار يريم، بفضل قوة وسطوة "ثأران".
من المؤكد أن الملك القوي "ثأران يعب يهنعم" عاش إلى سنة 212م، بعد مسيرة طويلة في الحكم. وآخر الأنباء المؤكدة للملك ثأران هو أرساله وفداً مرموقاً إلى "العزيلط بن عم ذخر" ملك حضرموت، لتهنئته باعتلاء العرش في سنة 212م.بعد ثأران، تولى الحكم لعزم يهنف يهصدق.

### هوامش
1. ↑  للملك العزيلط عدد من النقوش المؤرخة، أهمها النقش المؤرخ بسنة 140 في تقويم ردمان الموافق 214 ميلادي. والسنة الثانية من تاريخ حضرموت، هذا ويرجح الباحثين أن مبدأ تقويم "حضرموت" في سنة 212م، أي مع صعود العزيلط للعرش. (النقش المؤرخ: Ḥājj al-Ṭaffa 1). نسخة محفوظة 2024-02-29 على موقع واي باك مشين.